# Zespół Kandinskiego-Clérambaulta
Zespół Kandinskiego-Clérambaulta (ang. Kandinsky-Clérambault syndrome) – pełna nazwa to zespół automatyzmu psychicznego Kandinskiego-Clérambaulta -  postać zespołu paranoidalnego, w której urojeniom (oddziaływania, owładnięcia) towarzyszy natłok myśli, opustoszenia myślenia i omamy rzekome (pseudohalucynacje). Zespół opisali niezależnie od siebie rosyjski psychiatra Wiktor Kandinski i francuski psychiatra Gaëtan Gatian de Clérambault.